# 第四高等学校 (旧制)

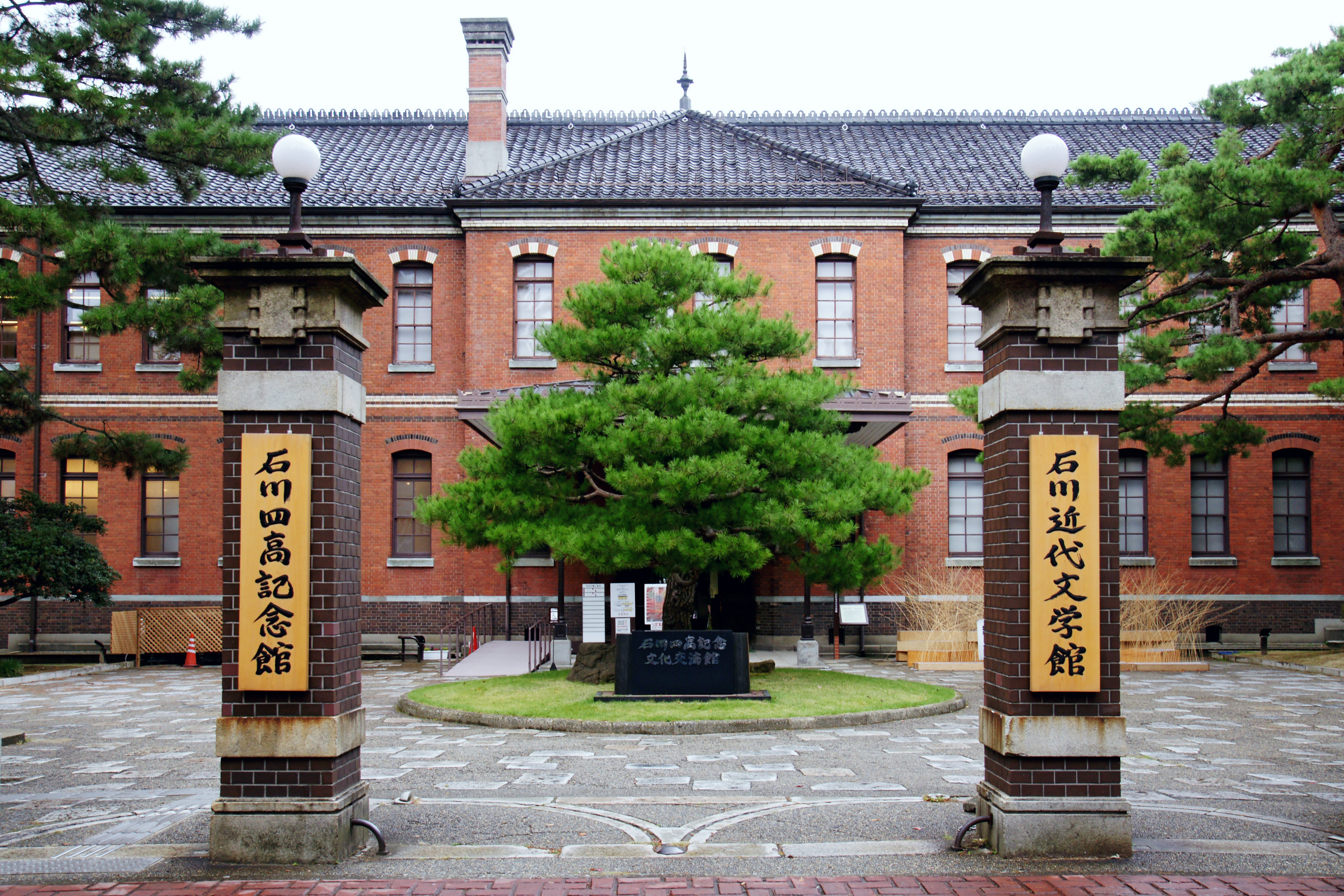
本館

旧制第四高等学校（きゅうせいだいしこうとうがっこう）は、石川県金沢市に所在した官立旧制高等学校。1887年（明治20年）4月設立。略称は四高（しこう）。

## 沿革
1886年の帝国大学令により、北海道・沖縄県を除く全国を五つの区に分割しそれぞれに高等中学校を設置することが定められた。このうち新潟・富山・石川・福井の北陸4県からなる「第四区」では、金沢に石川県専門学校（1881年石川県中学師範学校より改称：前身は加賀藩藩校明倫堂等を起源とする1876年創立の啓明学校、翌年県立中学師範学校に改組）を母体とする高等中学校が置かれることとなり、東京の第一高等中学校、京都の第三高等中学校に次いで第四高等中学校の設立となった（開校に際し旧藩主前田家が7万8千円を寄附した）。さらに設立のさい金沢医学校を第四高等中学校医学部として併合した。
1894年の高等学校令により第四高等学校に改称。大学予科（修業年限3年。のち文科・理科よりなる高等科に改称）および医学部を設置したが、後者はのち金沢医学専門学校として分離した（その後金沢医科大学を経て、金沢大学医学部として再び併合された）。大正末年のクラス編成は文甲2クラス、文乙1クラス、理甲3クラス、理乙1クラスとなっていた。

### 学制改革後
第二次世界大戦後の学制改革により1950年3月に閉学。閉学時は理科、文科にそれぞれ甲類と乙類を設置していた（ただし、第二次世界大戦中に1学年のみ、文科が1クラスしかない学年があった）。卒業生は約12,000人。新制金沢大学法文学部と理学部の前身となった。

## 学生生活
四高の校風は『超然時習』『至誠自治』。時を得て学び何事にも動じない心を養い、自立して誠を尽くす精神である。
学生たちは、当時の流行りであった喫茶店で文学や哲学に関して活発な議論を行っていた。喫茶店は彼らにとって「街中の青春道場」であった。また学生寮の伝統として、消灯時間を過ぎてもロウソクを立てて勉学に励む、いわゆる「蝋勉」や、運動会を学生服で行うというものがあった。「南下軍」と称されるスポーツ・武道における他校との対抗戦は学校の威信をかけたものであり、中でも柔道と漕艇（ボート）は全国優勝するほどの強豪であった。作家で当時柔道部に所属していた井上靖は、高校三年の全てを道場に投入、あえて悔いるところはなかった、と記している。

## シンボル
校章は四稜の北極星（北辰ともいう）。校風は「超然時習」「至誠自治」。校歌は制定されていたが、式典でも使用されることは全くなく、明治四十年応援歌「南下軍の歌」・啻に血を盛る（高橋武済作詞・簗瀬成一作曲）が歌われた。代表的な寮歌として「大正四年南寮寮歌・北の都」（駒井重次作詞・金原祐之助作曲）が知られている。寮歌の総数は一高の次に多いという説もある。

## 沿革

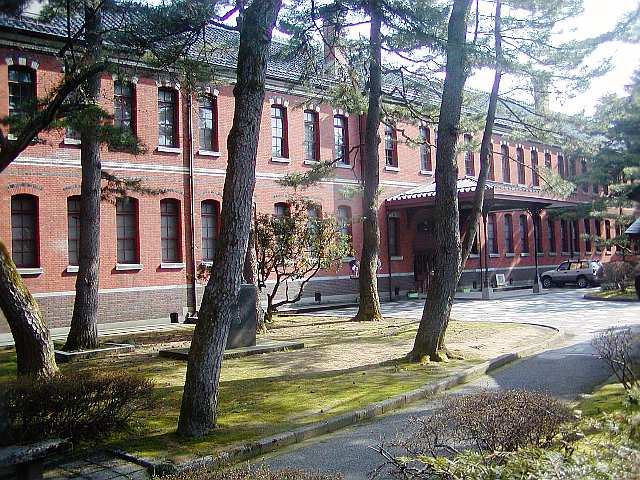
本館

- 1887年（明治20年）4月18日：石川県専門学校を前身として第四高等中学校が設立[4]。同年8月に医学部設置。10月26日開校式。
- 1889年（明治22年）6月30日：本館起工。同年7月8日理化学教場起工。理化学教場は、翌年、本館は翌々年の共に8月31日に竣工。
- 1893年（明治26年）10月：時習寮開設。
- 1894年（明治27年）9月11日：第四高等学校に改称。大学予科・医学部を設置。高等学校令による。
- 1901年（明治34年）4月：医学部を金沢医学専門学校として分離独立。
- 1915年（大正04年）10月：寮歌「北の都」誕生。
- 1917年（大正06年）：柔道・剣道・弓道の道場を兼ね備えた無声堂が落成。
- 1919年（大正08年）4月：大学予科を廃止し文科・理科よりなる高等科を設置。前年に公布された新高等学校令による。また、この年制帽の白線を4条から2条に変更。
- 1920年（大正09年）柔道部が全国高専柔道大会で7連覇を達成。
- 1923年（大正12年）4月：第10臨時教員養成所を設置。1931年3月廃止。
- 1930年（昭和05年）：反帝同盟に対する弾圧事件。20学生が検挙され35名が除名処分。
- 1941年（昭和16年）4月6日：漕艇部の8名が溺死する琵琶湖遭難事故が発生。この事件を悼んで、「琵琶湖哀歌」（東海林太郎・小笠原美都子のデュエットでレコード化）が作られた。
- 1944年（昭和19年）：石井校長の排斥を企てた粟ヶ崎血盟事件。
- 1945年（昭和20年）11月：石井校長排斥運動。同校長は翌年1月辞任。
- 1947年（昭和22年）10月：昭和天皇の金沢訪問に際し四高生は来校反対を決議、巡幸ルートを変更させる。
- 1949年（昭和24年）5月31日：新制金沢大学設置により同大学に包括され「金沢大学第四高等学校」と改称。

- 1950年（昭和25年）
  - 3月25日：最後の卒業式を挙行[5]。
  - 3月31日：閉校。

## 歴代校長
- 初代：柏田盛文（1887年4月 - 1891年10月23日）
  - 鹿児島県の県会議長を務め、後に千葉県・新潟県の知事を歴任。
- 第2代：中川元（1891年10月23日 - 1893年1月25日）
- 第3代：大島誠治（1893年1月25日 - 1897年3月12日）
  - 1894年9月11日、高等学校令による旧制高等学校への改編に際し、第四高等学校初代校長となる。
- 第4代：川上彦次（1897年3月12日 - 1898年1月16日）

（心得）今井省三（1898年1月16日 - 2月4日）
- 第5代：北条時敬（1898年2月4日 - 1902年5月12日）
- 第6代：吉村寅太郎（1902年5月12日 - 1911年8月19日）
- 第7代：溝淵進馬（1911年8月19日 - 1921年11月）
- 第8代：武藤虎太（1921年11月 - 1931年1月）
- 第9代：小松倍一（1931年1月 - 1937年8月）
- 第10代：菰田万一郎（1937年8月 - 1939年3月）
- 第11代：岡上梁（1939年3月 - 1943年9月）
- 第12代：石井忠純（1943年9月 - 1946年1月）

（事務取扱）伊藤武雄（不詳 - 1946年5月31日）
- 第13代：鳥山喜一（1946年1月 - 1949年5月）
- 第14代：伊藤武雄（1949年5月 - 1950年3月）

## 校地の変遷と継承
- 現在の石川県金沢市広坂2丁目に位置する四高の校地は、概ね加賀騒動で知られる大槻伝蔵の屋敷跡地であり、四高生からは「仙石原頭」と呼ばれた。これは旧町名が仙石町であったことによる。新制大学への移行後、金沢大学理学部も城内キャンパスに移転する前の1964年まで使用した[7]。
- 四高本館であった建物は、金沢大学理学部として使用された後、金沢地方裁判所、石川県立郷土資料館、石川近代文学館を経て、2008年以降は四高記念文化交流館として使用されている（当該項目についても参照）。国の重要文化財にも指定されており、熊本の五高などとともに、近代日本の高等教育機関の黎明を今に伝える全国でも数少ない建造物として貴重である。
- また「理化学教場」および作家井上靖も柔道で汗を流した武道場「無声堂」は、四高の同窓生の建築家の谷口吉郎と、名古屋鉄道社長・会長を歴任した土川元夫の二人が発起して創設した博物館明治村に移築・保存され、往時の面影を今に伝えている。

## 出身の著名人

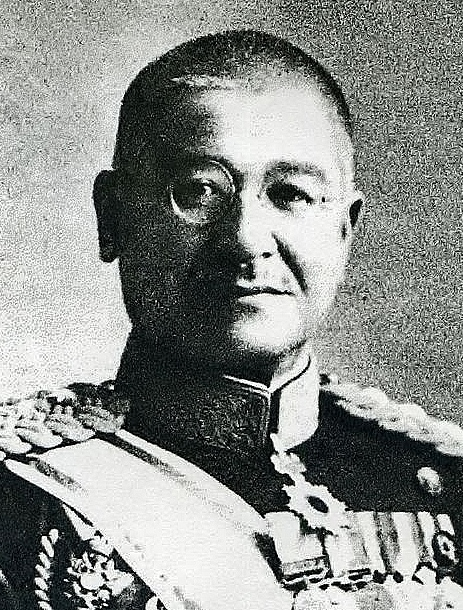
阿部信行（第36代内閣総理大臣）
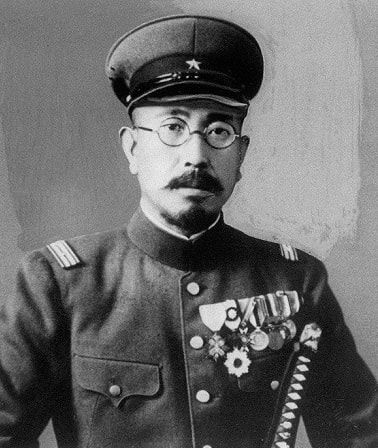
石井四郎（関東軍防疫給水部長）
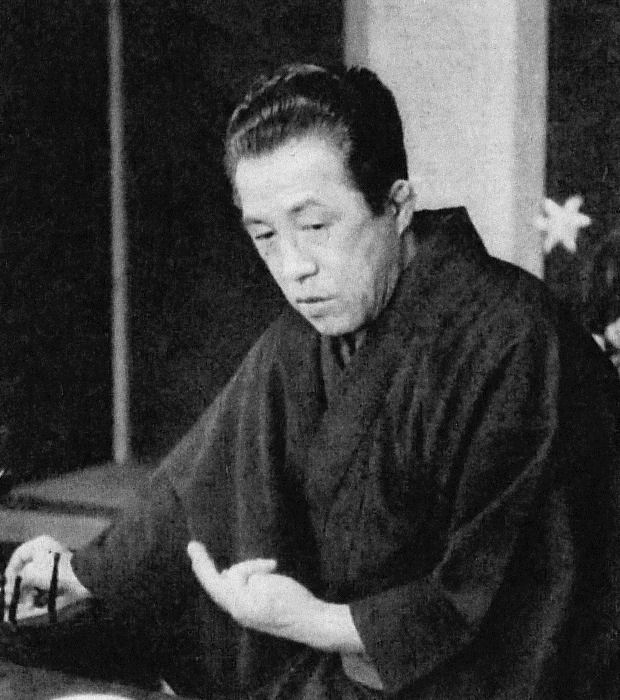
井上靖（作家）
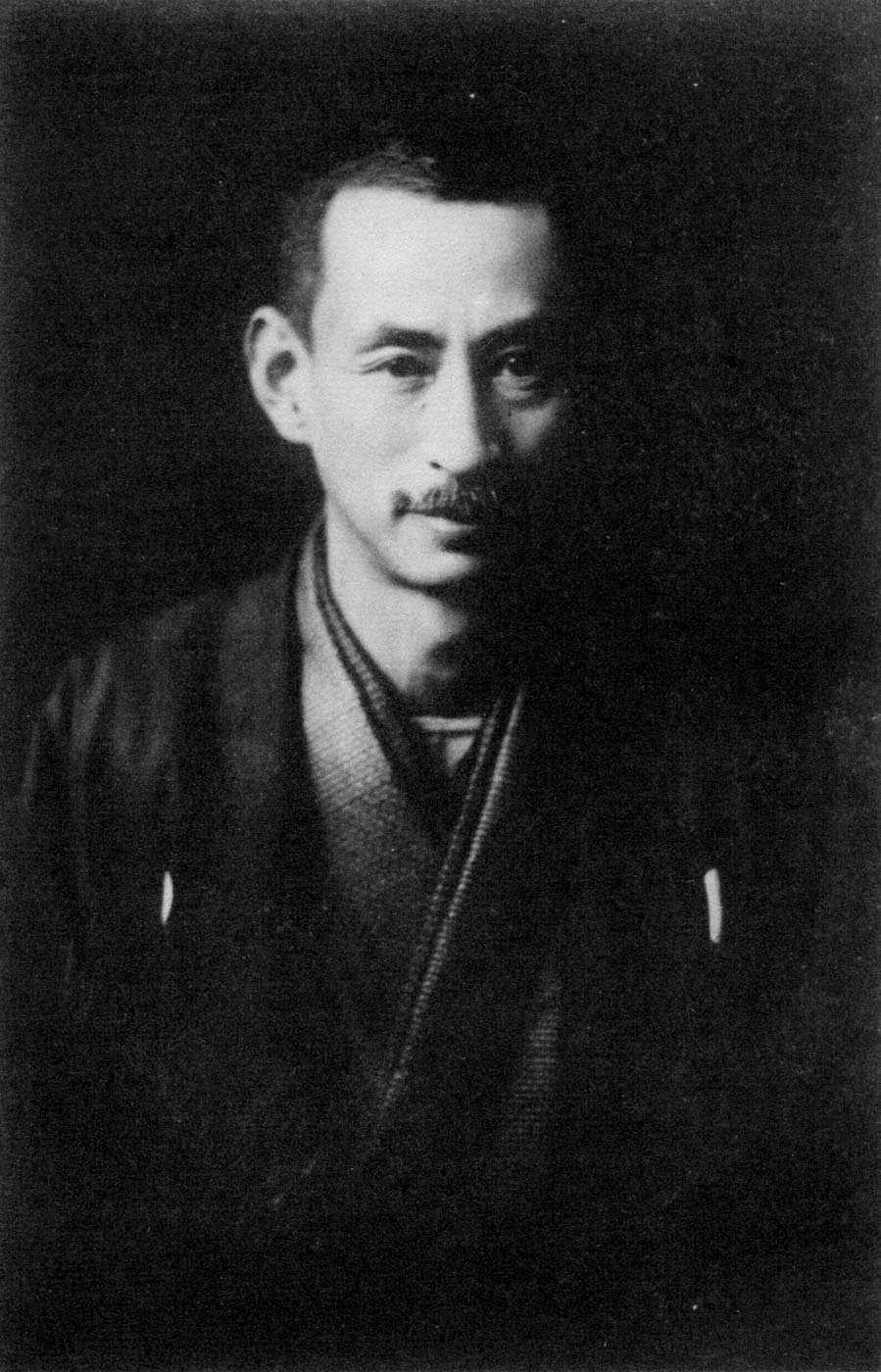
上杉慎吉（憲法学者）
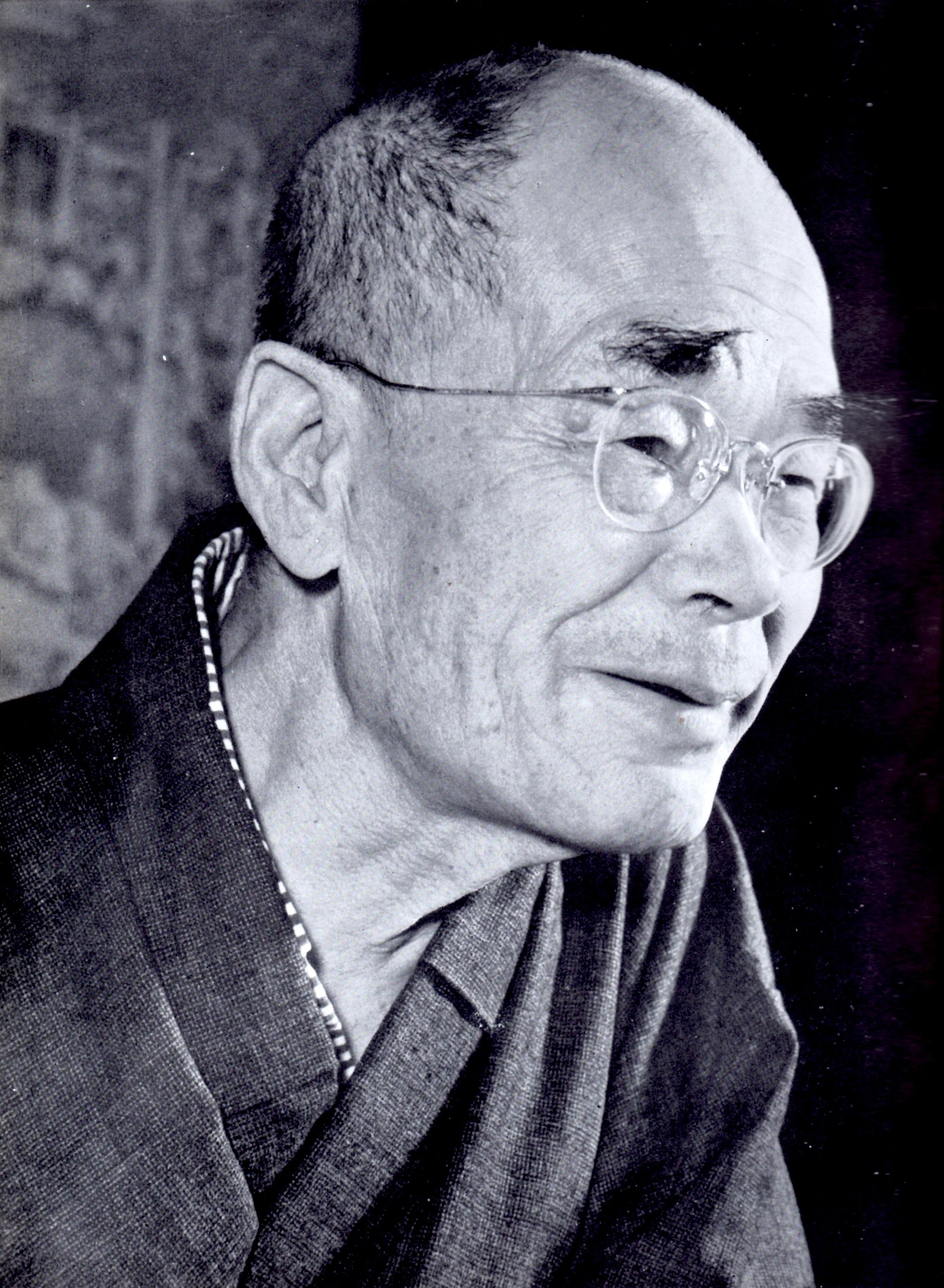
鈴木大拙（仏教哲学者）
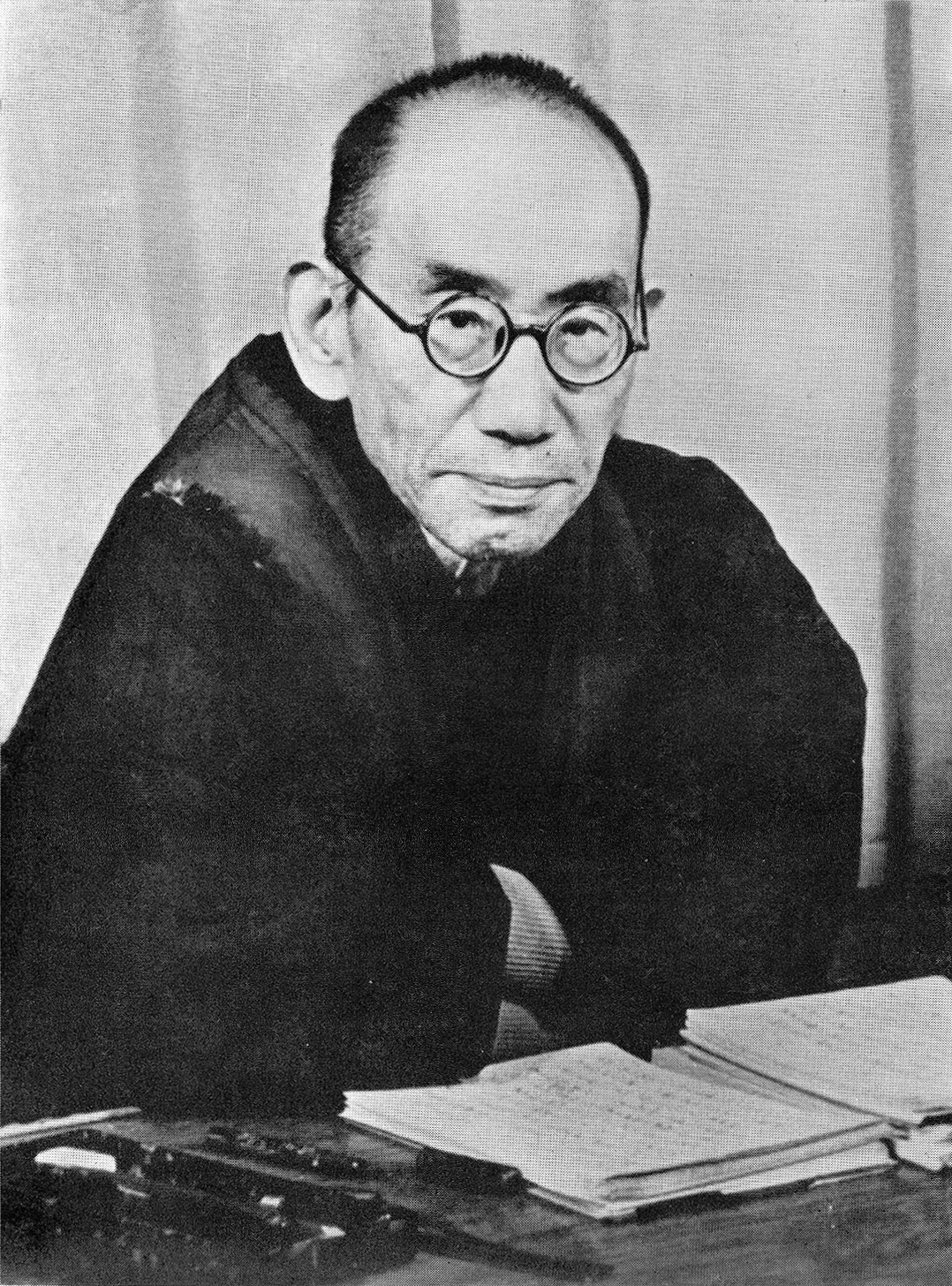
西田幾多郎（哲学者）
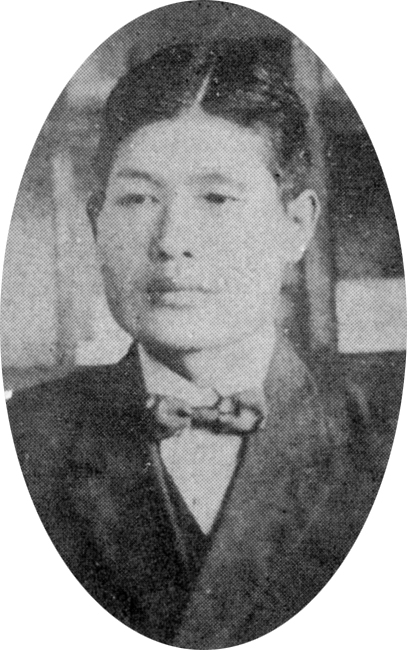
八田与一（工学者）
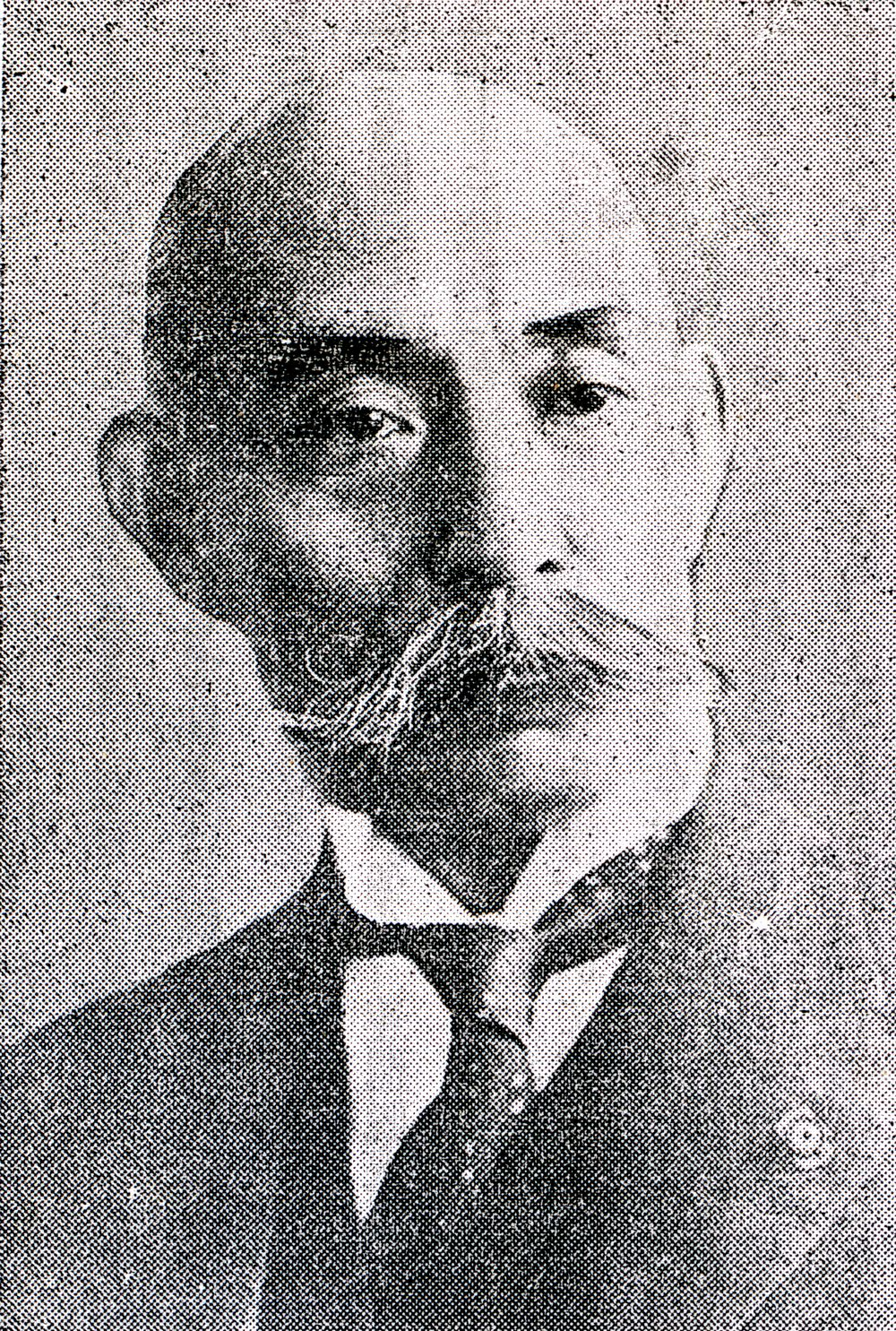
林銑十郎（第33代内閣総理大臣）
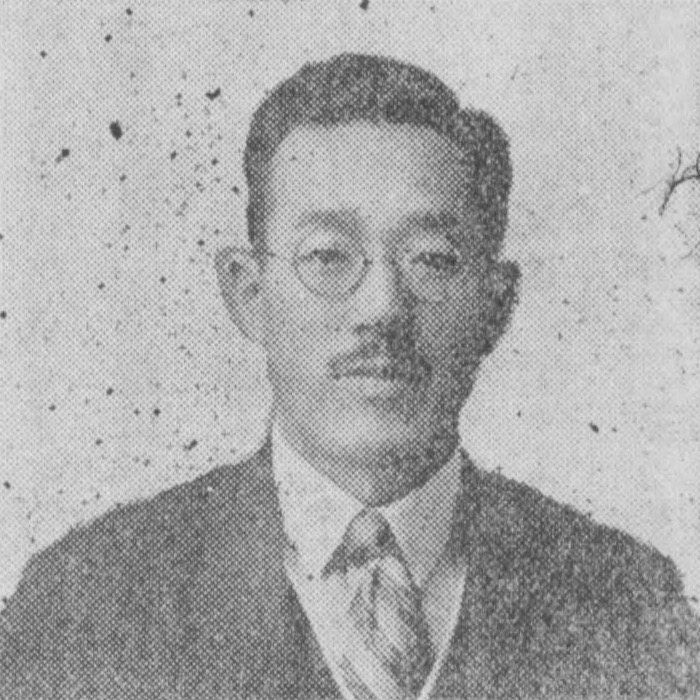
平泉澄（国史学者）
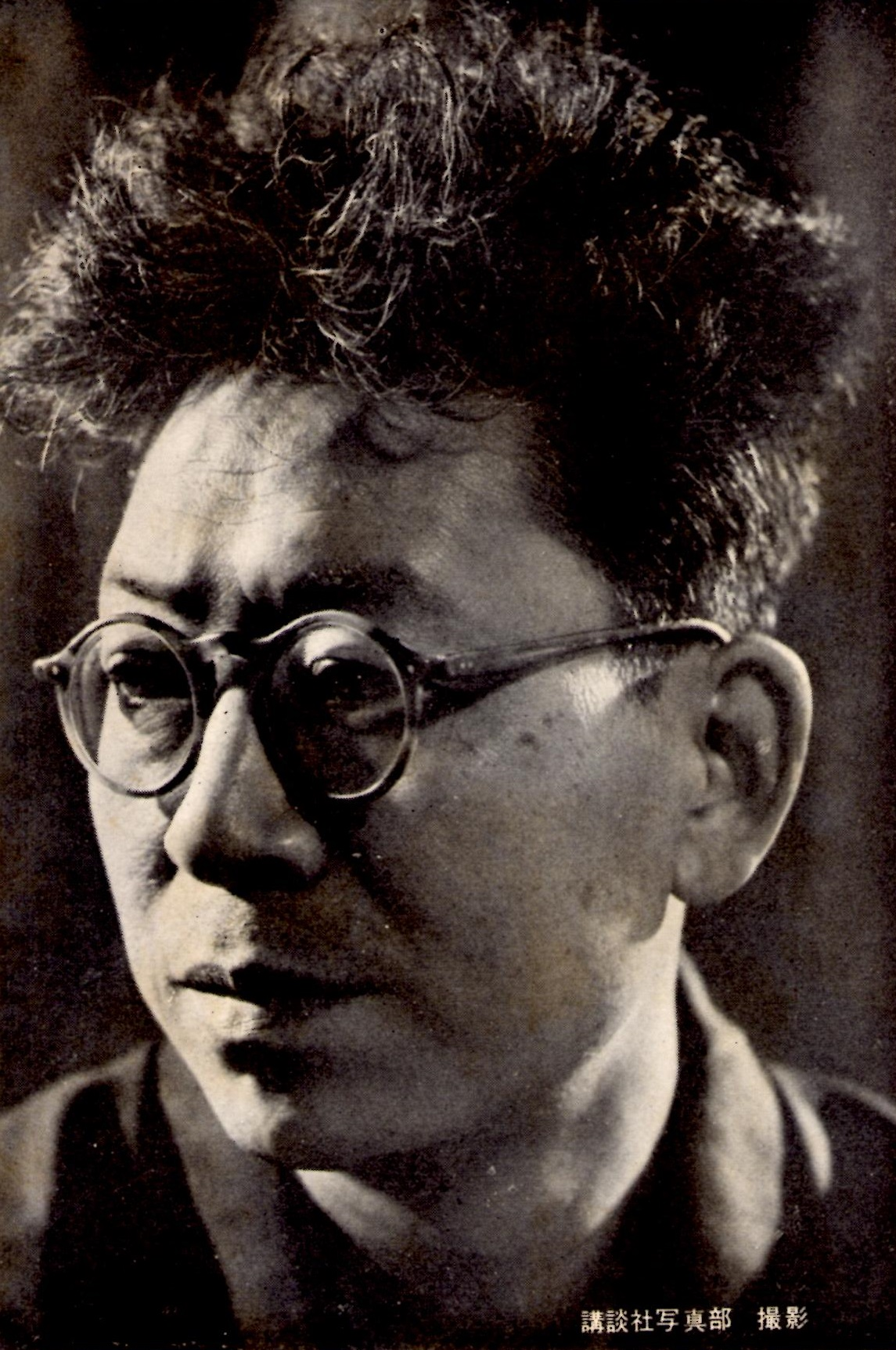
中野重治（評論家）

### 政治
- 林銑十郎（内閣総理大臣、陸軍大将、補充科中退）
- 阿部信行（内閣総理大臣、陸軍大将、中退）
- 小倉正恒（大蔵大臣、内務省出身、第六代住友総理事）
- 安倍寛（衆議院議員、安倍晋太郎の父、安倍晋三の祖父）
- 太田耕造（文部大臣、亜細亜大学学長）
- 正力松太郎（内務官僚・衆議院議員、読売新聞社主）
- 竹田儀一（厚生大臣）
- 成田知巳（日本社会党委員長）
- 亀田得治（参議院議員、弁護士）
- 手島栄（逓信次官、郵政大臣）
- 高橋衛（経済企画庁長官、初代国税庁長官、台北州知事、台湾総督府出身）
- 井上清一（内閣官房副長官（政務担当）、参議院議員、内務出身）
- 伊能繁次郎（防衛庁長官、運輸事務次官）
- 南好雄（運輸大臣、商工省出身）
- 坂田英一（農林大臣、農林省出身）
- 山田久就（環境庁長官、駐ソ連大使、外務事務次官）
- 松嶋喜作（参議院副議長）
- 戸沢政方（衆議院議員、厚生事務次官）
- 堂森芳夫（衆議院議員、医師）
- 大竹太郎（衆議院議員、弁護士）
- 駒井重次（衆議院議員、税理士）
- 松井誠（衆議院議員、参議院議員、弁護士）
- 玉置一徳（衆議院議員、玉置一弥の父）
- 片岡清一（郵政大臣、内務出身）
- 嶋崎均（法務大臣、大蔵出身）
- 嶋崎譲（衆議院議員、日本社会党政策審議会長）
- 坂本三十次（内閣官房長官）
- 奥田敬和（郵政大臣）
- 沓掛哲男（建設省技監、参議院議員、国家公安委員長）
- 石川弘（参議院議員、農水事務次官）
- 柴野和喜夫（初代公選石川県知事、参議院議員）
- 仲谷義明（愛知県知事）
- 栗田幸雄（福井県知事）
- 中川和雄（大阪府知事）
- 原口忠次郎（神戸市長）
- 岡良一（金沢市長、衆議院議員、五木寛之の義父）
- 小林孝平（長岡市長、参議院議員、農林官僚）
- 佐藤正俊（山梨県知事、香川県知事、名古屋市長）
- 三宅徳三郎（高松市長、医師）
- 田村秢（衆議院議員、弁護士、田村元の父）

### 行政
- 倉知鉄吉（外務次官）
- 清水澄（行政裁判所長官・内務官僚、枢密院議長）
- 南弘（文部次官）
- 鶴見左吉雄（農商務次官、内務出身）
- 二上兵治（行政裁判所長官・逓信官僚）
- 大橋八郎（逓信次官、内閣書記官長）
- 三辺長治（文部次官、内務出身）
- 森岡二朗（台湾総督府総務長官）
- 渡辺義介（日本製鐵社長、北支那製鐵所社長、農商務省出身）
- 牛塚虎太郎（東京市長、内務官僚）
- 生野團六（京浜電気鉄道社長、東京市電気局長、鉄道省技師）
- 新木栄吉（第17・19代日本銀行総裁）
- 品川主計（内務官僚、読売ジャイアンツ球団代表）
- 小林與三次（内務官僚・初代自治事務次官、日本テレビ・読売新聞社社長）
- 東谷伝次郎（会計検査院長）
- 木村秀弘（7代目国税庁長官、日本専売公社総裁）
- 酒井健三（大蔵省国際金融局長、ニコス生命会長）
- 清井正（農林事務次官）
- 堀武夫（運輸事務次官、日本貨物航空初代社長）
- 河毛一郎（海上保安庁長官）
- 永井浩（海上保安庁長官、日本鉄道建設公団総裁）
- 瀧山養（国鉄技師長）
- 角本良平（運輸官僚、国鉄監査委員、交通評論家）
- 小林元像（北海道開発事務次官）
- 稲本進（行政管理事務次官）
- 佐久洋（中小企業庁長官、中小企業金融公庫総裁）
- 熊谷善二（特許庁長官）
- 安嶋弥（東宮大夫、文化庁長官）
- 伊部英男（社会保険庁長官）
- 金田一郎（社会保険庁長官）
- 小笠原道生（文部官僚）

### 司法
- 坂野千里（司法次官）
- 吉田豊（最高裁判所判事）
- 本山亨（最高裁判所判事）
- 木内曽益（最高検察庁次長検事）
- 平田勲（満州国国務院司法部最高検察庁次長、東京保護観察所長）
- 大沢一郎（検事総長）

### 経済界
- 宮島清次郎（日清紡績社長、吉田茂の盟友）
- 畠山一清（荏原製作所創業者）
- 2代戸田利兵衛（戸田建設社長）
- 河合良成（小松製作所社長）
- 関桂三（東洋紡会長、関西経済連合会初代会長）
- 藤井隣次（昭和電線電纜社長）
- 徳根吉郎（日本セメント社長）
- 土川元夫（名古屋鉄道社長、谷口と博物館明治村の創設に携わった）
- 島田盛雄（三井信託社長）
- 林賢材（三井信託銀行社長）
- 早川愼一（日本通運社長、参議院議員）
- 加藤五一（三井造船社長）
- 西松三好（西松建設社長）
- 高純一（富士通信機製造社長）
- 河田重（日本鋼管社長）
- 鈴木万平（三共社長、参議院議員）
- 川井三郎（協栄生命保険社長）
- 堀武芳（日本勧業銀行頭取）
- 森永為貴（日新製糖創業者）
- 山田昌作（北陸電力初代社長）
- 高井亮太郎（東京電力社長）
- 佐竹次郎（昭和電工社長）
- 藤川博（朝日生命保険社長）
- 栗木幹（三井鉱山社長）
- 吉田孝雄（富士重工業社長）
- 金井久兵衛（北陸電力社長、後に初代会長）
- 安田幾久男（日本軽金属社長）
- 大谷一雄（住友化学工業社長）
- 南部政二（東亜燃料工業社長）
- 清水与七郎（日本テレビ社長）
- 数納清（朝日生命保険社長）
- 牧田與一郎（三菱重工業社長）
- 日比野恒次（電通社長）
- 時國益夫（キリンビール社長）
- 薦田国雄（東邦瓦斯社長）
- 延命直松（アサヒビール社長）
- 岩田弐夫（東芝社長）
- 熊谷清（川崎汽船社長）
- 谷村隆（JCB社長、三和銀行副頭取）
- 河毛二郎（王子製紙社長、河毛俊作の父）
- 能川昭二（小松製作所社長）
- 片田哲也（小松製作所社長）
- 下村正太郎（大丸社長）
- 石澤命孝（松下通信工業社長）
- 奥村豊（古河機械金属社長）
- 山口開生（NTT社長）
- 笹井章（明治製菓社長）
- 米沢義信（本州製紙社長）
- 玉置孝（千葉銀行頭取、日本銀行理事）
- 上山保彦（住友生命保険社長）
- 手塚昌利（阪神電気鉄道社長、阪神タイガース球団元オーナー、現相談役）
- 金井勝助（荘内銀行頭取）

### 学術・文化
- 浅井恵倫（言語学者、台湾高砂族の言語を研究、集大成）
- 有馬英二（医学者、北海道帝国大学名誉教授、元国会議員）
- 飯盛里安 （分析化学者、帝国学士院賞受賞、理化学研究所名誉研究員）
- 井上靖（小説家、文化勲章受章）
- 糸魚川淳二（古生物学者、名古屋大学名誉教授）
- 岩井隆盛（言語学者、金沢大学名誉教授）
- 上杉慎吉（憲法学者）
- 大野喜久之輔（経済学者、神戸大学名誉教授、広島市立大学名誉教授）
- 小葉田淳（歴史学者、日本学士院会員、文化功労者）
- 紀平正美（哲学者）
- 北村義男（医学者、徳島大学学長）
- 木村栄（天文学者、文化勲章受章、帝国学士院会員）
- 窪川鶴次郎（文芸評論家、中退）
- 倉敷福太郎（学習院名誉教授）
- 高坂正顕（哲学者、元東京学芸大学学長）
- 児玉九十（教育者、明星大学創立者・同初代学長）
- 佐々木惣一（憲法学者、立命館大学学長、文化勲章受章、日本学士院会員）
- 相良守峯（ドイツ文学者、文化勲章受章）
- 芝田進午（哲学者）
- 柴野拓美（SF翻訳家、SF作家）
- 新明正道（社会学者、日本学士院会員）
- 神保成吉（電気工学者）
- 杉森久英（小説家）
- 杉本秀太郎（仏文学者・エッセイスト、国際日本文化研究センター名誉教授）
- 鈴木大拙（仏教学者、中退、文化勲章受章、日本学士院会員）
- 高倉徳太郎（神学者・牧師）
- 高橋治（作家）
- 竹内外史（数学者、イリノイ大学名誉教授）
- 竹内均（地球物理学者、東京大学名誉教授）
- 多田治夫（心理学者、金沢大学名誉教授）
- 渓内譲（歴史学者、政治学者）
- 谷口吉郎（建築家、文化勲章受章）
- 田部重治（英文学者、登山家）
- 曄道文芸 （民法学者）
- 徳田秋声（小説家、中退）
- 中川善之助（民法学者、日本学士院会員、家族法研究の草分けで、現代家族法の生みの親とも言われる。東北大学名誉教授、金沢大学学長）
- 中野重治（作家・評論家）
- 中谷宇吉郎（物理学者、地球科学者）
- 中村陽一（行政学者、中央大学名誉教授、元作新学院大学教授）
- 西義之（独文学者）
- 西田幾多郎（日本を代表する哲学者。帝国学士院会員、文化勲章受章。中退）
- 西野忠次郎（医学博士、慶應義塾大学名誉教授）
- 沼田稲次郎（労働法学者）
- 羽田野伯猷（仏教学者、東北大学名誉教授、日本学士院賞）
- 花山信勝（仏教学者、巣鴨拘置所教誨師として東條英機らの処刑に立ち会う）
- 平泉澄（歴史学者。戦前戦中にいわゆる皇国史観を主導し、政治・社会・学界に多大な影響を与えた。）
- 平澤興（京大総長、脳神経学者、日本学士院会員）
- 藤岡作太郎（国文学者）
- 松岡修太郎（行政法・憲法学者、北海道大学名誉教授）
- 松下圭一（政治学者）
- 宮本憲一（財政学者、公害問題研究）
- 森田草平（小説家、中退→一高）
- 山本義一（気象学者、東北大学名誉教授、日本気象学会理事長、日本学士院会員）
- 山田守（建築家）
- 山畠正男（民法学者、北海道大学名誉教授）
- 横田嘉右衛門（薬学者、富山大学学長）
- 吉田鉄郎（建築家）
- 米林富男（社会学者、元東洋大学教授）
- 島峰徹（歯科学者、東京高等歯科医学校初代校長）
- 米村晰（翻訳家、劇団四季/東北新社創設メンバー）
- 長沼賢海（日本史学者、九州大学名誉教授）
- 山本良吉（旧制武蔵高等学校校長、中退）
- 芝田徹心（旧制八高校長）
- 茨木清次郎（旧制松本高校長、旧制浦和高校長）

### 軍人
- 阿部信行（陸軍大将、中退） - 上述
- 林銑十郎（陸軍大将、補充科中退） - 上述
- 石井四郎（陸軍軍医中将、関東軍防疫給水部長、七三一部隊の創設者）
- 増田知貞（陸軍軍医大佐、731部隊第3部長兼資材部長）
- 草鹿任一（海軍中将、中退）

### その他諸分野
- 加藤完治（農本主義者）
- 桐生悠々（ジャーナリスト）
- 鳥居信平（農業土木技術者、日本統治下の台湾で地下ダムや水路を建設）
- 八田與一（水利技術者。日本統治下の台湾でダムや貯め池を建設。台湾で最も尊敬されている日本人ともいわれる）
- 黒田清（ジャーナリスト）
- 能見正比古（放送作家、血液型性格分類研究）
- 安倍仲雄（内科医、南満洲鉄道医長）
- 米村貞知（金沢市医師会会長/八田與一の妻 八田外代樹の兄 著ヘルスガイダンス(明治図書)等）

## 関連書籍
- 『北の海』 - 卒業生である井上靖の自伝的小説
- 秦郁彦 『旧制高校物語』 文春新書、2003年　ISBN 4166603558
- 『日本近現代史辞典』 東洋経済新報社、1978年

尾崎ムゲン作成「文部省管轄高等教育機関一覧」参照
- 秦郁彦（編）『日本官僚制総合事典；1868 - 2000』 東京大学出版会、2001年

「主要高等教育機関一覧」参照